# Trichiosoma villosum
Trichiosoma villosum är en stekelart som först beskrevs av Victor Ivanovitsch Motschulsky 1860.  Trichiosoma villosum ingår i släktet Trichiosoma, och familjen klubbhornsteklar. Arten har ej påträffats i Sverige.